# 보니-질 라프린

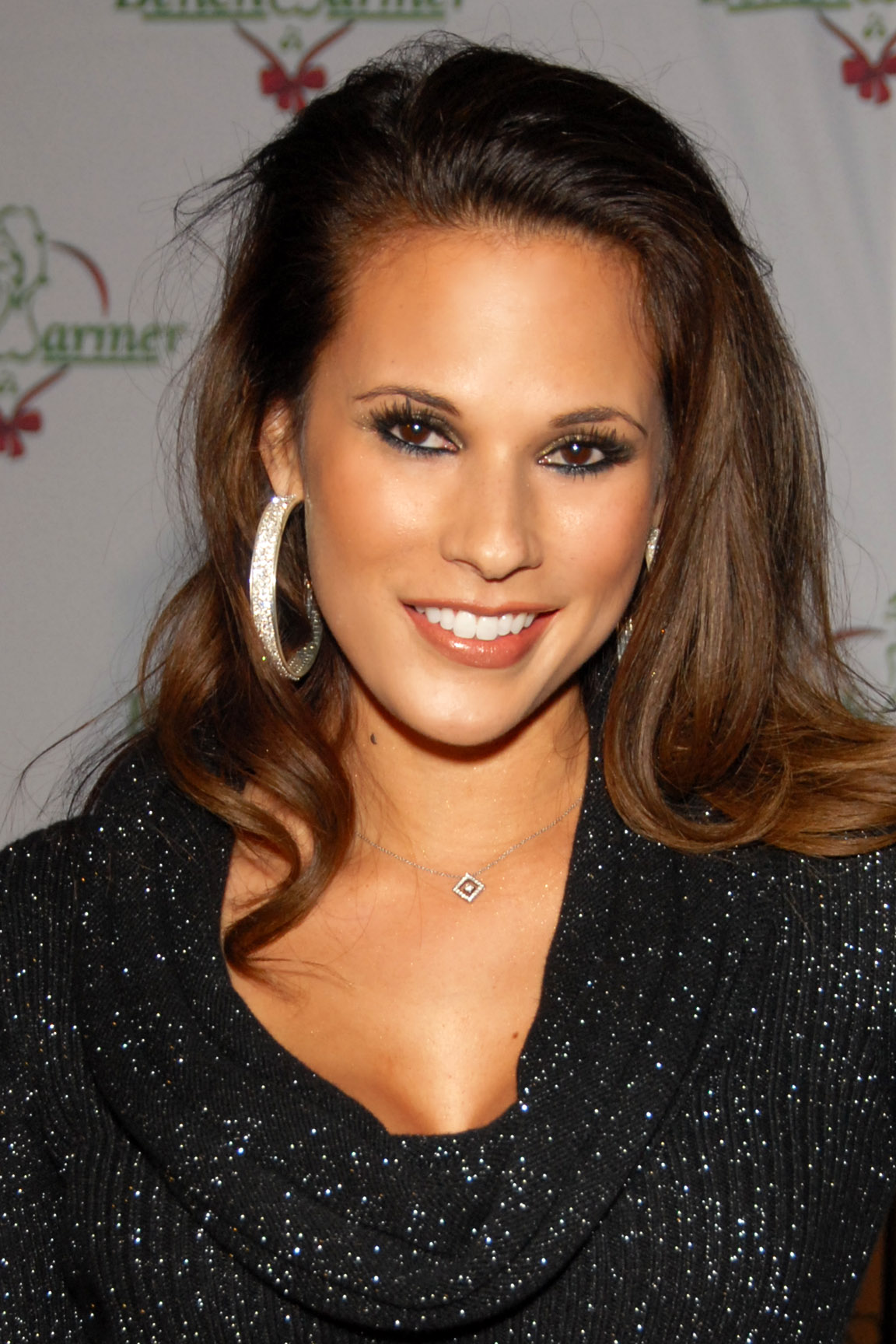

보니-질 라프린(Bonnie-Jill Laflin, 1976년 3월 15일 ~ )은 미국의 배우, 모델, 텔레비전 배우, 영화배우이다.
샌프란시스코에서 태어났다.

## 영화
- 딜 오어 노 딜 (2005년)
- 위트 (2000년)
- SOS 해상 구조대 (1989년)